# Marij Els flagga

Marij Els flagga

Marij Els flagga antogs den 1 juni 2011. Marij Els första flagga antogs den 3 september 1992.

## Bildgalleri

Flaggan mellan 1992 och 2006 .
Flaggan mellan 2006 och 2011 .